# Referéndum sobre reformas políticas y económicas en Polonia de 1987
El régimen comunista de Polonia celebró un referéndum sobre reformas políticas y económicas el 29 de noviembre de 1987. El objetivo del gobierno de celebrar el referéndum fue obtener un mandato para las difíciles reformas económicas y políticas. Alrededor de un tercio de los votantes elegibles no participaron, desafiando al régimen. Solo el 44% de los 26 millones de votantes elegibles de Polonia votaron afirmativamente a la pregunta sobre la reforma económica, y el 46% votó afirmativamente a la segunda pregunta sobre la "democratización" en Polonia. A pesar de que la mayoría de los votos emitidos apoyó las proposiciones, de acuerdo con las reglas del referéndum, la mayoría de los votantes elegibles tuvieron que votar sí para que el referéndum se aprobara. El fracaso resultante del referéndum no tenía precedentes, ya que era la primera vez que las autoridades comunistas en Europa Oriental habían perdido una votación.

## Preguntas
A los votantes se les presentaron dos preguntas:
1. ¿Estás a favor de una reforma económica radical?
2. ¿Estás a favor de una profunda democratización de la vida política?

La primera propuesta permitiría al gobierno llevar a cabo el "programa gubernamental completo para la recuperación económica radical", dirigido a "mejorar las condiciones de vida", en el entendido de que esto requeriría un período "difícil" de dos o tres años " cambios rápidos." El segundo conduciría a la introducción de un nuevo "modelo polaco" para "democratizar la vida política, destinado a fortalecer el autogobierno, ampliar los derechos de los ciudadanos y aumentar su participación" en la gestión del país.

## Resultados

### "¿Estás a favor de una reforma económica radical?"
| Elección                           | Votos      | %    |
| ---------------------------------- | ---------- | ---- |
| A favor                            | 11,601,975 | 70.5 |
| En contra                          | 4,866,207  | 29.5 |
| Votos inválidos/en blanco          | 69,520     | –    |
| Total                              | 17,638,483 | 100  |
| Votantes registrados/participación | 26,201,169 | 67.3 |
| Fuente: Nohlen & Stöver            |            |      |

### "¿Estás a favor de una profunda democratización de la vida política?"
| Elección                           | Votos      | %    |
| ---------------------------------- | ---------- | ---- |
| A favor                            | 12,127,621 | 73.7 |
| En contra                          | 4,317,401  | 26.3 |
| Votos inválidos/en blanco          | 69,520     | –    |
| Total                              | 17,638,483 | 100  |
| Votantes registrados/participación | 26,201,169 | 67.3 |
| Fuente: Nohlen & Stöver            |            |      |